# Burnside (Whiskybrennerei)
Burnside war eine Whiskybrennerei in Campbeltown, Argyll and Bute, Schottland.
Die Brennerei wurde 1825 von McMurchy, Ralston & Co. gegründet. Als McMurchy, der 1838 als Teilhaber bei der Dalaruan-Brennerei einstieg, drei Jahre später das Unternehmen verließ, gelangte die Brennerei in den Besitz von Colvill & Greenlees, denen auch die Argyll-Brennerei gehörte. Während des Ersten Weltkriegs und in den darauf folgenden Jahren war die Brennerei geschlossen, bis sie 1923 von der Burnside Distillery Co. wiedereröffnet wurde. Bereits im darauf folgenden Jahr erfolgte jedoch die endgültige Schließung. Die Gebäude wurden zu einem milchverarbeitenden Betrieb umgebaut, der heute noch an diesem Ort besteht.
Als Alfred Barnard im Rahmen seiner später beschriebenen Whiskyreise im Jahre 1885 die Brennerei besuchte, verfügte sie über eine jährliche Produktionskapazität von 96.000 Gallonen. Es standen eine 3000 Gallonen fassende Grobbrandblase (Wash Still) und eine 1250 Gallonen fassende Feinbrandblase (Spirit Still) zur Verfügung. Es wurde ein Malt Whisky produziert, der großteils in London und Glasgow Abnehmer fand.